# Hooglede
Hooglede este o comună neerlandofonă situată în provincia Flandra de Vest, regiunea Flandra din Belgia. La 1 ianuarie 2008 avea o populație totală de 9.928 locuitori. 

## Geografie
Comuna actuală Hooglede a fost formată în urma unei reorganizări teritoriale în anul 1977, prin înglobarea într-o singură entitate a 2 comune învecinate. Suprafața totală a comunei este de 37,84 km². Comuna este subdivizată în secțiuni, ce corespund aproximativ cu fostele comune de dinainte de 1977. Acestea sunt:
| - I. Hooglede - III. Sleihage - IV. Sint-Jozef/De Geite - II. Gits |

Localitățile limitrofe sunt:
| - Comuna Lichtervelde: - a. Lichtervelde - Comuna Roeselare: - b. Beveren - c. Roeselare - Comuna Staden: - d. Oostnieuwkerke - e. Staden - Comuna Kortemark: - f. Handzame - g. Kortemark - Comuna Torhout: - h. Torhout |

1. ↑  GeoNames, accesat în 18 noiembrie 2022